# طرخشقون سيحاني
الطرخشقون السيحاني (باللاتينية: Taraxacum sieheanum) نوع نباتي يتبع جنس الطرخشقون من القبيلة الشيكورية التابعة للفصيلة النجمية.

## البيئة والانتشار
موطنه بلاد الشام وتركيا.